# Черногорский алфавит
Черногорский алфавит (черног. Црногорски алфабет / Crnogorski alfabet), также известный как Абецеда (черног. Abeceda) или Азбука (черног. Азбука) — алфавит, используемый в письменной речи в черногорском языке. Принят 9 июня 2009 года по распоряжению министра образования Черногории Сретена Шкулетича. Формально он заменил традиционный сербский кириллический алфавит и гаевицу. Сторонниками черногорского языка (в том числе правительством) пропагандируется применение только латинской графики, хотя конституцией Черногории признаётся равноправным употребление кириллицы и латиницы. Это не первая попытка создания черногорского алфавита: подобные попытки создать черногорский алфавит на латинице предпринимались ещё в Первую мировую войну, когда в Цетине выходила газета на латинице и кириллице.

## Латинский алфавит
Черногорская латиница (черног. Crnogorska latinica / Црногорска латиница), также известная как черногорская азбука (черног. Crnogorska abeceda / Црногорска абецеда) или черногорский алфавит (черног. Црнагорски алфабет / Crnogorski alfabet) состоит из 32 латинских букв. Буквы Q, W, X и Y используются только для написания прямых заимствований из иностранных языков или для написания имён собственных. Используются следующие буквы:
- A B C Č Ć D Dž Đ E F G H I J K L Lj M N Nj O P R S Š Ś T U V Z Ž Ź

Черногорская латиница основана на гаевице (латинице для сербо-хорватского языка) и отличается наличием букв Ś и Ź вместо буквосочетаний SJ и ZJ, которые иногда считаются диграфами. В сербском языке отсутствуют подобные аналоги (аналогом служат только в кириллическом алфавите буквы С́ и З́ соответственно). В оригинальном алфавите их можно также отражать на письме как šj и žj в гаевице и как шj и жj в вуковице. В этом алфавите есть буквы из расширенной латиницы с гачеком и акутом, созданные на основе традиционных C, S и Z, и буква Đ, которые обозначают различные согласные звуки, характерные и для сербо-хорватского языка, а также три диграфа из уже имеющихся букв: Dž, Nj и Lj.
Дополнительные буквы использовались с 2009 года, но в феврале 2017 года было принято решение убрать эти буквы из правительственных документов.

## Кириллический алфавит
Черногорская кириллица (черног. Црногорска ћирилица / Crnogorska ćirilica), также известная как черногорская азбука (черног. Црногорска азбука) — официальный кириллический алфавит, насчитывающий 32 буквы и используемый параллельно с латинским алфавитом. Используются следующие буквы:
- А Б В Г Д Ђ Е Ж З З́ И Ј К Л Љ М Н Њ О П Р С С́ Т Ћ У Ф Х Ц Ч Џ Ш

Первую версию разработал Воислав Никчевич в 1970-е годы, который выступал за идею отдельного черногорского языка, за что преследовался в СФРЮ как сепаратист. В начале 2009 года министр образования Черногории Сретен Шкулетич официально закрепил современный черногорский кириллический алфавит, который был назван Первым черногорском правописанием. Был выпущен новый орфографический словарь, а от старого сербского алфавита начали отказываться. Это был важнейший шаг в стандартизации черногорского языка с середины 2008 года, когда черногорский признали официальным языком страны. Отличием от сербского алфавита служит наличие букв З́ и С́.